# Schronisko Zamkovskiego
Schronisko Zamkovskiego (słow. Zamkovského chata, Zamka) – tatrzańskie schronisko położone na wysokości 1467 m n.p.m. w słowackiej części Tatr Wysokich, w dolnej części Doliny Małej Zimnej Wody (Malá Studená dolina).

## Historia
Budowniczym schroniska był István Zamkovszky (Štefan Zamkovský) – węgiersko-słowacki fotograf, nosicz, taternik, a w latach 1936–1942 jeden z chatarów Schroniska Téryego. Prywatny obiekt powstał jako dwukondygnacyjne budynek, w którym na parterze znalazło się miejsce dla kuchni, jadalni i mieszkania gospodarza, na piętrze zaś zlokalizowano pokoje dla gości. Środki na zakup gruntu oraz wzniesienie obiektu pochodziły głównie z oszczędności żony Zamkovszkiego, Ludmili Lukášovej (córki praskiego przemysłowca). Większość prac budowlanych wykonywał sam Zamkovszky przy wsparciu przyjaciół, którzy pomagali mu także finansowo. Prace rozpoczęły się w 1942 roku, a już rok później obiekt został oddany do użytku. Schronisko nie otrzymało oficjalnej nazwy, jednak potocznie nazywane było od nazwiska prowadzącego je właściciela.
W czasie II wojny światowej w schronisku ukrywały się osoby poszukiwane przez władze, w tym rodziny partyzantów. Po jej zakończeniu i komunistycznym przewrocie, do jakiego doszło w Czechosłowacji w lutym 1948, schronisko znacjonalizowano. W 1951 roku obiekt przejęło państwowe przedsiębiorstwo Slovakotour, nadając mu imię kpt. Jána Nálepki, niezwiązanego z Tatrami partyzanta, który po opuszczeniu szeregów słowackiego wojska i przejściu na stronę Armii Czerwonej zginął w 1943 roku w Owruczu na Ukrainie. Sam Zamkovszky został przez komunistyczne władze niesłusznie uznany za uczestnika „aryzacji” (przejmowania mienia żydowskiego; w tym przypadku pensjonatu Karpatia w Tatrzańskiej Leśnej), za co w 1952 roku otrzymał zakaz wstępu na teren Tatr.
Po kolejnych zmianach ustrojowych, w marcu 1991 roku rada miasta Wysokie Tatry z inicjatywy Júliusa Andrášego oraz Ivana Bohuša sr przyjęła dla schroniska odwołującą się do jego pierwotnego właściciela nazwę Zamkovského chata. Powstała w tym samym czasie z inicjatywy kół byłego Klubu Słowackich Turystów i Narciarzy spółka Slovenské Karpaty wkrótce objęła także zarząd nad schroniskiem Zamkovskiego. Niedługo później spadkobiercy pierwszego właściciela (wnuk Stano Tichý) rozpoczęli starania o jej restytucję. Zwrot wysłużonego budynku nastąpił na początku 1993 roku. Nowym chatarem został Laco Kulanga, którego trzy lata później zastąpiła Jana Kalinčíková. Po siedmiu latach gospodarowania, w 2003 roku Kalinčíková odkupiła schronisko od rodziny Zamkovszkiego.

## Współczesność
Gospodarzem schroniska jest Jana Kalinčíková. Schronisko dysponuje 25 miejscami noclegowymi (23 łóżka i dwie dostawki) w sześciu pokojach (trzy czteroosobowe, jeden pięcioosobowy, trzy dwuosobowe). W razie konieczności dodatkowe miejsca noclegowe oferowane są na podłodze poddasza.
Obiekt wyposażony jest w toalety i prysznice z ciepłą wodą. Za produkcję prądu odpowiada oddana do użytku w 1989 roku mała elektrownia wodna, która zastąpiła używany wcześniej agregat napędzany ropą naftową. W latach 2019–2020 wybudowano nową oczyszczalnie ścieków, zastępując dotychczasową powstałą w 1996 roku. Do schroniska nie prowadzi droga kołowa, zaopatrywane jest przez nosiczów. Ściany jadalni ozdobione są fotografiami Istvána Zamkovszkiego i obiektu z czasu jego budowy oraz pierwszych lat działalności.

## Szlaki turystyczne
– kilkadziesiąt metrów na południe od schroniska przebiega znakowana czerwono Magistrala Tatrzańska, prowadząca ze Smokowieckiego Siodełka (Hrebienok) obok Rainerowej Chatki do Schroniska Zamkovskiego i dalej do Schroniska Łomnickiego.
- Czas przejścia z Siodełka do Schroniska Zamkovskiego: 1 h w obie strony
- Czas przejścia od Schroniska Zamkovskiego nad Łomnicki Staw: 1 h, z powrotem 45 min

  – przy schronisku rozpoczyna się zielony szlak, prowadzący Doliną Małej Zimnej Wody do Schroniska Téryego i dalej na Lodową Przełęcz. Czas przejścia od Schroniska Zamkovskiego do Schroniska Téryego: 1:45 h, ↓ 1:20 h